# Йосип Павчич
Йосип Павчич (словен.:Josip Pavčič; 18 липня 1879, Велике Лаще — 24 вересня 1949, Любляна) — словенський композитор. Також органіст, педагог, музичний критик.

## Біографія
Народився в родині органіста і композитора. Навчався у Любляні та Віденській консерваторії. Його твори — це переважно мініатюри у стилі пізнього романтизму для фортепіану, хору або для солоспіву.
Найпопулярніший цикл музичних творів на вірші Отона Жупанчича.
Кавалер ордену святого Сави (1925).
В останній період життя страждає на параною: переконував, що хоче скорішого встановлення комуністичного уряду аби творити зло. Хвороби і погіршення слуху були для нього фатальними: збираючись у поїздку з Любляни на Трієст він вийшов на вулицю і був насмерть збитий трамваєм.
1. ↑  Carnegie Hall linked open data — 2017.